# Quoi ?
Pour les articles homonymes, voir Quoi et Che (homonymie).
Pour plus de détails, voir Fiche technique et Distribution.
Quoi ? (Che?) est un film franco-germano-italien, réalisé par le franco-polonais Roman Polanski. Le film, tourné sur la côte amalfitaine et principalement en italien, est sorti en Italie en 1972 et en France en 1973. 
Interprété entre autres par Sydne Rome, Marcello Mastroianni, Romolo Valli et Hugh Griffith, le film est une comédie débridée et burlesque, la seule de Polanski, qui ne l'aime pas beaucoup. En revanche, Gérard Brach, coscénariste, adore ce film.[réf. souhaitée]

## Synopsis
Nancy, une jeune Américaine, se réfugie dans la villa d'un vieil Anglais, Noblart, pour échapper à un viol. Là, elle va rencontrer une galerie de personnages extravagants et hystériques…

## Fiche technique
- Titre français : Quoi ?
- Titre original italien : Che?
- Titre allemand : Was?
- Titre anglais : What?
- Réalisation : Roman Polanski
- Scénario : Gérard Brach et Roman Polanski
- Direction artistique : Franco Fumagalli
- Décors : Aurelio Crugnola
- Costumes : Adriana Berselli
- Photographie : Marcello Gatti et Giuseppe Ruzzolini
- Son : Piero Fondi
- Musique : Claudio Gizzi (it)
  - Additionnelle : Mozart, Beethoven et Schubert
- Montage : Alastair McIntyre
- Production : Carlo Ponti, Dieter Geissler (coproducteur), Hans Brockmann (délégué), Andrew Braunsberg (délégué)
- Sociétés de production : Compagni Cinematografica Champion, Les Films Concordia, Dieter Geissler Produktion
- Distribution :  Constantin Film,  Action Cinémas / Théâtre du Temple
- Budget : $1 200 000
- Pays d'origine :  Italie
  - Coproduction :  France,  Allemagne de l'Ouest
- Langue : anglais, italien, français
- Format : couleur • Technicolor • 2,35:1 • 35mm
- Genre : comédie
- Durée : 112 minutes
- Dates de sortie [1]:
  -  Italie : 8 décembre 1972
  -  Allemagne de l'Ouest : 25 décembre 1972
  -  France : 22 mars 1973

## Distribution
- Marcello Mastroianni : Alex
- Sydne Rome : Nancy (doublée par Claude Jade)
- Hugh Griffith : Joseph Noblart
- Guido Alberti : le prêtre
- Romolo Valli : Giovanni
- Gianfranco Piancentini : Tony
- Roger Middleton : Jimmy
- Roman Polanski : Moustique
- Henning Schlüter : Catone

## Production

### Genèse du projet
Après les problèmes de tournage du film Macbeth, Roman Polanski voulait créer un film plus léger à tendance érotique. Au départ, il devait s'appeler Le Doigt magique et racontait l'histoire d'une actrice débutante qui tombe entre les mains d'un producteur obsédé sexuel. Le rôle du producteur avait été proposé à Jack Nicholson qui ne s'emballa pas pour le projet. Polanski décida alors de produire un script nouveau. Le producteur est devenu un milliardaire excentrique et l'actrice débutante une hippie voyageant avec un minimum de bagages.

### Tournage
Le tournage a eu lieu à l'été 1972 dans une villa prêtée par le producteur Carlo Ponti à Amalfi dans la province de Salerne dans la région Campanie. Certaines scènes ont été tournées dans les studios Cinecittà de Rome.

### Réception
Le film n'aura pas beaucoup de succès, et Polanski, par la suite, tournera le plus renommé Chinatown, aux États-Unis[réf. souhaitée].